# Сельское хозяйство Эстонии
Сельское хозяйство является важной отраслью экономики Эстонии. Оно претерпело существенные изменения после упадка колхозов/совхозов, восстановления частной собственности на землю и проведения реституции.

## История
Поголовье скота и домашней птицы по годам (тыс.)
| Поголовье скота и птицы (тыс.) | Поголовье скота и птицы (тыс.) | Поголовье скота и птицы (тыс.) | Поголовье скота и птицы (тыс.) | Поголовье скота и птицы (тыс.) | Поголовье скота и птицы (тыс.)      | Поголовье скота и птицы (тыс.)             | Поголовье скота и птицы (тыс.) | Поголовье скота и птицы (тыс.) | Поголовье скота и птицы (тыс.) |
| Год                            | Лошадей                        | Весь скот                      | Молочных Коров                 | Надой молока (тыс. тонн)       | Средний надой молока на корову (кг) | Производство молока на душу населения (кг) | Свиней                         | Овец и коз                     | Домашней птица                 |
| ------------------------------ | ------------------------------ | ------------------------------ | ------------------------------ | ------------------------------ | ----------------------------------- | ------------------------------------------ | ------------------------------ | ------------------------------ | ------------------------------ |
| 1914                           | 164.5                          | 478.5                          | 247.9                          | …                              | …                                   | …                                          | 274.5                          | 518.4                          | …                              |
| 1916                           | 178.3                          | 518.8                          | 268.7                          | …                              | …                                   | …                                          | 301.2                          | 620.8                          | …                              |
| 1919                           | …                              | 406.0                          | …                              | …                              | …                                   | …                                          | 237.7                          | …                              | …                              |
| 1920                           | 167.6                          | 465.1                          | …                              | …                              | …                                   | …                                          | 266.6                          | 551.5                          | 338.1                          |
| 1921                           | …                              | …                              | …                              | …                              | …                                   | …                                          | …                              | …                              | …                              |
| 1922                           | 198.8                          | 527.4                          | 307.3                          | 339.9                          | …                                   | …                                          | 272.3                          | 744.9                          | …                              |
| 1923                           | 209.8                          | 512.6                          | 319.7                          | 406.3                          | …                                   | …                                          | 338.4                          | 665.9                          | …                              |
| 1924                           | 208.1                          | 502.2                          | 321.3                          | 450.4                          | …                                   | …                                          | 287.5                          | 608.6                          | …                              |
| 1925                           | 223.7                          | 555.3                          | 360.8                          | 582.4                          | …                                   | …                                          | 338.6                          | 719.8                          | 724.0                          |
| 1926                           | 226.4                          | 599.1                          | 379.8                          | 634.6                          | …                                   | …                                          | 333.2                          | 666.0                          | 797.6                          |
| 1927                           | 229.5                          | 633.9                          | 386.9                          | 650.4                          | …                                   | …                                          | 354.4                          | 666.7                          | 830.2                          |
| 1928                           | 227.5                          | 650.5                          | 403.9                          | 670.4                          | …                                   | …                                          | 326.9                          | 658.6                          | 865.6                          |
| 1929                           | 205.4                          | 603.9                          | 406.6                          | 709.0                          | …                                   | …                                          | 279.1                          | 475.9                          | 1022.7                         |
| 1930                           | 204.2                          | 627.2                          | 415.9                          | 794.4                          | …                                   | …                                          | 290.0                          | 467.2                          | 1059.9                         |
| 1931                           | 206.8                          | 668.9                          | 428.1                          | 823.7                          | …                                   | …                                          | 322.8                          | 478.6                          | 1113.1                         |
| 1932                           | 208.2                          | 692.3                          | 436.1                          | 809.4                          | …                                   | …                                          | 302.9                          | 514.4                          | 1190.1                         |
| 1933                           | 210.0                          | 681.7                          | 427.3                          | 791.0                          | …                                   | …                                          | 277.1                          | 541.4                          | 1213.0                         |
| 1934                           | 211.5                          | 676.3                          | 406.7                          | 792.7                          | …                                   | …                                          | 281.7                          | 552.1                          | 1194.5                         |
| 1935                           | 217.8                          | 725.4                          | 402.7                          | 797.7                          | …                                   | …                                          | 289.2                          | 593.2                          | 1213.4                         |
| 1936                           | 215.9                          | 731.1                          | 398.8                          | 799.5                          | …                                   | …                                          | 244.6                          | 584.0                          | 1248.9                         |
| 1937                           | 209.1                          | 638.9                          | 446.5                          | 964.8                          | …                                   | …                                          | 379.3                          | 650.5                          | 1606.2                         |
| 1938                           | 219.0                          | 660.9                          | 451.7                          | 975.5                          | …                                   | …                                          | 384.6                          | 649.7                          | 1596.6                         |
| 1939                           | 218.5                          | 706.1                          | 477.8                          | 987.8                          | …                                   | …                                          | 442.0                          | 694.7                          | 1708.9                         |
| 1940                           | 202.7                          | 528.4                          | 396.6                          | 781.6                          | …                                   | …                                          | 319.2                          | 325.3                          | 1604.0                         |
| 1941                           | 164.28                         | 475.0                          | 361.0                          | …                              | …                                   | …                                          | 306.9                          | 409.8                          | …                              |
| 1942                           | …                              | 434.79                         | 299.6                          | …                              | …                                   | …                                          | 251.0                          | 253.3                          | 989.6                          |
| 1943                           | …                              | …                              | …                              | …                              | …                                   | …                                          | …                              | …                              | …                              |
| 1944                           | 164.0                          | 401.4                          | 223.7                          | …                              | …                                   | …                                          | 196.2                          | 294.4                          | 446.2                          |
| 1945                           | 172.9                          | 410.8                          | 234.5                          | 393.3                          | …                                   | …                                          | 201.0                          | 250.6                          | 570.1                          |
| 1946                           | 181.2                          | 436.1                          | 247.8                          | 397.7                          | …                                   | …                                          | 237.0                          | 264.9                          | …                              |
| 1947                           | 184.7                          | 445.1                          | 259.6                          | 405.6                          | …                                   | …                                          | 232.0                          | 268.3                          | …                              |
| 1948                           | 182.8                          | 437.2                          | 279.6                          | 477.9                          | …                                   | …                                          | 269.3                          | 272.6                          | …                              |
| 1949                           | 171.9                          | 450.2                          | 293.9                          | 505.2                          | …                                   | …                                          | 279.7                          | 287.5                          | 1989.8                         |
| 1950                           | 163.3                          | 462.0                          | 283.4                          | 508.0                          | …                                   | …                                          | 297.0                          | 274.4                          | 2040.2                         |
| 1951                           | 161.8                          | 484.9                          | 275.3                          | 523.6                          | …                                   | …                                          | 313.7                          | 279.3                          | 2216.1                         |
| 1952                           | 160.2                          | 488.2                          | 267.9                          | 573.5                          | …                                   | …                                          | 300.1                          | 254.1                          | 2449.1                         |
| 1953                           | 148.9                          | 448.2                          | 258.6                          | 552.7                          | …                                   | …                                          | 308.1                          | 242.0                          | 2627.0                         |
| 1954                           | 132.4                          | 447.5                          | 266.7                          | 588.4                          | …                                   | …                                          | 313.9                          | 253.8                          | 2419.5                         |
| 1955                           | 112.8                          | 435.5                          | 263.5                          | 558.1                          | …                                   | …                                          | 276.7                          | 241.2                          | 2291.7                         |
| 1956                           | 101.0                          | 431.0                          | 266.8                          | 621.6                          | …                                   | …                                          | 359.6                          | 231.5                          | 2333.9                         |
| 1957                           | 94.3                           | 439.4                          | 277.9                          | 723.7                          | …                                   | …                                          | 408.1                          | 246.3                          | 2511.7                         |
| 1958                           | 85.1                           | 452.3                          | 284.0                          | 734.0                          | …                                   | …                                          | 431.8                          | 260.2                          | 2463.6                         |
| 1959                           | 76.6                           | 486.3                          | 291.4                          | 813.0                          | …                                   | …                                          | 472.3                          | 280.9                          | 2602.1                         |
| 1960                           | 66.0                           | 493.8                          | 295.5                          | 856.6                          | …                                   | …                                          | 587.1                          | 266.9                          | 2827.3                         |
| 1961                           | 58.9                           | 531.7                          | 305.5                          | 830.5                          | …                                   | …                                          | 628.0                          | 263.4                          | 2837.4                         |
| 1962                           | 54.2                           | 531.6                          | 306.6                          | 806.9                          | …                                   | …                                          | 569.7                          | 249.4                          | 2643.4                         |
| 1963                           | 46.4                           | 519.9                          | 302.9                          | 809.1                          | …                                   | …                                          | 533.6                          | 214.8                          | 2457.5                         |
| 1964                           | 42.2                           | 547.6                          | 303.1                          | 843.9                          | …                                   | …                                          | 503.9                          | 192.3                          | 2286.0                         |
| 1965                           | 38.5                           | 636.2                          | 308.0                          | 954.8                          | …                                   | …                                          | 554.0                          | 173.3                          | 2621.3                         |
| 1966                           | 38.5                           | 636.2                          | 308.0                          | 977.9                          | …                                   | …                                          | 554.0                          | 173.3                          | 2621.3                         |
| 1967                           | 37.3                           | 639.3                          | 307.0                          | 996.2                          | …                                   | …                                          | 525.5                          | 167.7                          | 2847.6                         |
| 1968                           | 35.7                           | 653.3                          | 308.7                          | 1026.5                         | …                                   | …                                          | 555.7                          | 166.5                          | 2931.5                         |
| 1969                           | 33.7                           | 665.8                          | 306.6                          | 1017.8                         | …                                   | …                                          | 609.7                          | 159.1                          | 3332.1                         |
| 1970                           | 31.0                           | 692.4                          | 308.7                          | 1024.6                         | …                                   | …                                          | 688.0                          | 165.3                          | 3677.1                         |
| 1971                           | 28.5                           | 717.5                          | 308.9                          | 1042.0                         | …                                   | …                                          | 727.2                          | 170.2                          | 3894.4                         |
| 1972                           | 25.6                           | 744.0                          | 313.9                          | 1044.4                         | …                                   | …                                          | 694.4                          | 182.0                          | 3864.0                         |
| 1973                           | 24.1                           | 770.5                          | 318.8                          | 1050.9                         | …                                   | …                                          | 747.9                          | 180.1                          | 4052.6                         |
| 1974                           | 22.6                           | 788.4                          | 324.5                          | 1134.0                         | …                                   | …                                          | 816.3                          | 175.8                          | 4397.8                         |
| 1975                           | 20.7                           | 820.9                          | 330.4                          | 1181.4                         | …                                   | …                                          | 835.0                          | 172.8                          | 4732.5                         |
| 1976                           | 18.5                           | 826.0                          | 328.7                          | 1202.1                         | …                                   | …                                          | 890.6                          | 151.7                          | 5063.1                         |
| 1977                           | 17.0                           | 829.9                          | 326.1                          | 1217.5                         | …                                   | …                                          | 956.1                          | 151.1                          | 5589.1                         |
| 1978                           | 15.9                           | 820.9                          | 319.1                          | 1155.5                         | …                                   | …                                          | 974.7                          | 142.8                          | 5819.4                         |
| 1979                           | 14.7                           | 821.7                          | 316.4                          | 1138.5                         | …                                   | …                                          | 1052.0                         | 150.3                          | 6500.8                         |
| 1980                           | 13.8                           | 818.7                          | 314.1                          | 1169.7                         | 3658                                | 791                                        | 1085.5                         | 153.8                          | 6842.7                         |
| 1981                           | 13.0                           | 818.0                          | 311.2                          | 1145.6                         | 3594                                | …                                          | 1013.5                         | 155.8                          | 6689.6                         |
| 1982                           | 12.3                           | 835.5                          | 308.2                          | 1116.1                         | 3515                                | …                                          | 1080.1                         | 171.2                          | 6856.7                         |
| 1983                           | 11.7                           | 857.6                          | 311.6                          | 1195.5                         | 3813                                | …                                          | 1118.3                         | 170.8                          | 6587.8                         |
| 1984                           | 11.2                           | 854.1                          | 308.1                          | 1246.6                         | 3939                                | …                                          | 1103.6                         | 158.4                          | 6869.7                         |
| 1985                           | 10.7                           | 840.2                          | 302.7                          | 1260.1                         | 4045                                | 820                                        | 1073.6                         | 147.7                          | 6911.5                         |
| 1986                           | 10.5                           | 827.7                          | 303.9                          | 1267.0                         | 4085                                | …                                          | 1100.2                         | 136.0                          | 6906.2                         |
| 1987                           | 10.3                           | 821.2                          | 303.4                          | 1290.2                         | 4160                                | …                                          | 1083.5                         | 136.1                          | 6776.1                         |
| 1988                           | 9.9                            | 819.3                          | 300.7                          | 1288.6                         | 4162                                | …                                          | 1099.4                         | 135.0                          | 6897.1                         |
| 1989                           | 9.6                            | 806.1                          | 293.9                          | 1277.2                         | 4251                                | …                                          | 1080.4                         | 140.2                          | 6922.5                         |
| 1990                           | 8.6                            | 757.8                          | 280.7                          | 1208.0                         | 4164                                | 770                                        | 959.9                          | 139.8                          | 6536.5                         |
| 1991                           | 7.8                            | 708.6                          | 264.3                          | 1092.8                         | 3968                                | 700                                        | 798.6                          | 142.8                          | 5538.3                         |
| 1992                           | 6.6                            | 614.6                          | 253.4                          | 919.3                          | 3530                                | 600                                        | 541.1                          | 124.2                          | 3418.1                         |
| 1993                           | 5.2                            | 463.2                          | 226.7                          | 807.1                          | 3322                                | 540                                        | 424.3                          | 83.3                           | 3226.1                         |
| 1994                           | 5.0                            | 419.5                          | 211.4                          | 771.8                          | 3455                                | 528                                        | 459.8                          | 61.5                           | 3129.7                         |
| 1995                           | 4.6                            | 370.4                          | 185.4                          | 706.9                          | 3588                                | 492                                        | 448.8                          | 49.8                           | 2911.3                         |
| 1996                           | 4.2                            | 343.0                          | 171.6                          | 674.8                          | 3809                                | 477                                        | 298.4                          | 39.2                           | 2324.9                         |
| 1997                           | 4.2                            | 325.6                          | 167.7                          | 717.1                          | 4210                                | 512                                        | 306.3                          | 35.6                           | 2602.0                         |
| 1998                           | 3.9                            | 307.5                          | 158.6                          | 729.5                          | 4456                                | 526                                        | 326.4                          | 30.8                           | 2635.7                         |
| 1999                           | 3.9                            | 267.3                          | 138.4                          | 626.1                          | 4171                                | 455                                        | 285.7                          | 30.9                           | 2461.8                         |
| 2000                           | 4.2                            | 252.8                          | 131.0                          | 629.6                          | 4660                                | 451                                        | 300.2                          | 32.2                           | 2366.4                         |
| 2001                           | 5.5                            | 260.5                          | 128.6                          | 684.0                          | 5152                                | 493                                        | 345.0                          | 32.4                           | 2294.9                         |
| 2002                           | 5.3                            | 253.9                          | 115.6                          | 611.6                          | 5138                                | 443                                        | 340.8                          | 33.8                           | 2096.3                         |
| 2003                           | 5.8                            | 257.2                          | 116.8                          | 611.5                          | 5176                                | 446                                        | 344.6                          | 34.3                           | 1945.2                         |
| 2004                           | 5.1                            | 249.8                          | 116.5                          | 652.4                          | 5528                                | 479                                        | 340.1                          | 41.7                           | 2183.0                         |
| 2005                           | 4.8                            | 249.5                          | 112.8                          | 670.4                          | 5886                                | 495                                        | 346.5                          | 52.4                           | 1878.7                         |
| 2006                           | 4.9                            | 244.8                          | 108.4                          | 692.0                          | 6285                                | 514                                        | 345.8                          | 66.0                           | 1638.7                         |
| 2007                           | 5.3                            | 240.5                          | 103.0                          | 692.4                          | 6484                                | 516                                        | 379.0                          | 76.4                           | 1477.6                         |
| 2008                           | 5.3                            | 237.9                          | 100.4                          | 694.2                          | 6781                                | 519                                        | 364.9                          | 81.8                           | 1757.3                         |
| 2009                           | 5.4                            | 234.7                          | 96.7                           | 671.0                          | 6838                                | 503                                        | 365.1                          | 80.4                           | 1792.2                         |
| 2010                           | 6.8                            | 236.3                          | 96.5                           | 676.0                          | 7021                                | 508                                        | 371.7                          | 82.7                           | 2046.4                         |
| 2011                           | 6.5                            | 238.3                          | 96.2                           | 693.0                          | 7168                                | 522                                        | 365.7                          | 88.2                           | 2032.9                         |
| 2012                           | 6.2                            | 246.0                          | 96.8                           | 721.2                          | 7526                                | 545                                        | 375.1                          | 81.4                           | 2170.9                         |
| 2013                           | 6.3                            | 261.4                          | 97.9                           | 772.0                          | 7990                                | 586                                        | 358.7                          | 86.8                           | 2139.2                         |
| 2014                           | 6.3                            | 264.7                          | 95.6                           | 805.2                          | 8233                                | 613                                        | 357.9                          | 89.8                           | 2339.6                         |
| 2015                           | 6.3                            | 256.2                          | 90.6                           | 783.2                          | 8442                                | 596                                        | 304.5                          | 90.9                           | 2161.8                         |
| 2016                           | 5.7                            | 248.2                          | 86.1                           | 783.2                          | 8878                                | 594                                        | 265.9                          | 90.6                           | 2112.0                         |
| 2017                           | 5.7                            | 250.9                          | 86.4                           | 790.6                          | 9159                                | 600                                        | 289.1                          | 85.9                           | 2252.7                         |
| 2018                           | 5.7                            | 251.9                          | 85.2                           | 797.6                          | 9287                                | 605                                        | 290.4                          | 78.3                           | 2125.7                         |
| 2019                           |                                | 254.0                          | 85.0                           | 821.5                          | 9633                                | 618                                        | 301.6                          | 75.6                           | 2150.9                         |
| 2020                           |                                | 253.3                          | 84.3                           | 848.1                          | 9943                                | 638                                        | 316.8                          | 72.6                           | 2148.8                         |
| 2021                           |                                | 250.8                          | 83.7                           | 839.4                          | 9966                                | 631                                        | 308.0                          | 69.9                           | 2105.1                         |
| 2022                           |                                | 249.4                          | 83.9                           | 851.5                          | 10183                               |                                            | 269.4                          | 65.7                           | 2046.2                         |

### Советское время
В советское время сельское хозяйство являлось второй по важности после промышленности отраслью эстонской экономики. По данным на 1977 год, площадь сельскохозяйственных угодий составляла 34 %, лесов — 40,5 %, прочих земель — 25,5 %. К началу 1978 года в Эстонской ССР насчитывалось 301 крупное хозяйство, в том числе 143 колхоза и 158 совхозов. По данным 1977 года, на хозяйство в среднем приходилось 8219 га земель, в том числе 4515 га сельскохозяйственных угодий и 3392 га обрабатываемых земель. Крупнейшими по площади были колхоз «Каарма» Кингисеппского района (18 601 га), колхоз «Виру» Раквереского района (17 604 га) и совхоз «Кыльяла» Кингисеппского районана (17 134 га). В 1977 году в сельском хозяйстве было занято 24 195 механизаторов (15 446 трактористов, машинистов и комбайнёров, 8749 шоферов).
Возделывались преимущественно образом рожь, озимая пшеница, ячмень, овес, зернобобовые, лён, овощи, картофель, сеяные травы, однолетние кормовые культуры, кукуруза и кормовые корнеплоды. К 1977 году посевная площадь составляла 950 600 га, из них 46,1 % было отведено под зерновые, 35,2 % — под многолетние травы, 8 % — под картофель. Производство зерна в 1977 году составило 1 243 400 т, картофеля — 1 156 200, овощей — 92 600 т.
Основными направлениями животноводства являлись мясо-молочное скотоводство и беконное свиноводство. Меньшее значение имели птицеводство, пушное звероводство и овцеводство. В вальвой продукции сельского хозяйства доля животноводства в 1977 году составляла 69,7 %. Государству принадлежало 85,1 % поголовья крупного рогатого скота, 93,1 % свиней, 78,6 % птицы, 4,1 % овец.

### После восстановления независимости
В 1991 году около 12 процентов трудоспособного населения было занято в сельском хозяйстве, на него приходилось 15,4 процента эстонского ВВП. В Эстонии насчитывается около 1,3 млн га сельскохозяйственных угодий и около 1 млн га пашни. В советский период, площадь пахотных земель сократилась почти на 405 000 га, многие территории оказались покрыты лесом. Коллективизация 1940-х и 1950-х годов принесла большие трудности для сельского хозяйства Эстонии, которое в течение первого периода независимости было основой эстонского общества. Тем не менее, эстонское сельское хозяйство оставалось более продуктивным, чем в среднем по СССР. В 1990 году в Эстонии было 221 колхозов и 117 совхозов, на каждом из которых в среднем работало от 350 до 400 человек. Среднее поголовье стада составляло 1900 голов крупного рогатого скота и 2500 свиней. Эстония являлась экспортёром мяса и молока в другие республики. Сельское хозяйство служило основой развитой пищевой промышленности республики. Однако для производства мяса Эстония в значительной степени опирались на фуражное зерно из России. Когда республика стремится сократить экспорт мяса в конце 1980-х годов, Россия приняла ответные меры, снизив поставки фуражного зерна, что ещё больше сократило производство мяса в Эстонии. Рост цен на топливо и общий топливный кризис в начале 1992 года также серьёзно ударили по сельскохозяйственному производству. И хотя общая площадь полевых культур выросла в начале 1990-х годов, общий объём производства и средняя урожайность заметно снизились.
Реформа эстонской сельскохозяйственной системы началась в декабре 1989 года с принятием закона о фермерском хозяйстве. Закон разрешал частным лицам брать до пятидесяти гектаров земли для посадки и выращивания культур. Земля была наследуемой, но не могла быть куплена или продана. Цель реформы заключалась в том, чтобы стимулировать производство и вернуть дух частного фермерства в сельскую местность после десятилетий централизованного планирования. Через шесть месяцев после вступления закона в силу было создано около 2000 частных фермерских хозяйств, а спустя год — более 3500. С октября 1991 года фермерам было разрешено владеть землёй. Это привело к увеличению числа фермерских хозяйств до 7200 в начале 1992 года. По состоянию на первое полугодие 1993 года было создано в общей сложности 8781 ферм, охватывающих территорию около 225 000 га, или четверть пахотных земель Эстонии.
В мае 1993 года парламент Эстонии принял закон о налоге на недвижимость, который стал существенной проблемой для многих фермеров. Закон предусматривал 0,5 процентный налог на стоимость недвижимости, который следовало выплатить государству, и от 0,3 до 0,7 процентов, которые следовало выплатить органам местного самоуправления. Помимо налогов на недвижимость большим бременем для фермеров стали расходы на топливо и новое оборудование.
С введением частного сельского хозяйства многие колхозы начали распадаться. Возросла коррупция и «спонтанная приватизация» сельскохозяйственного оборудования директорами колхозов. Ряд наиболее успешных хозяйств Эстонии был реорганизован в кооперативы. Согласно прогнозам правительства, в долгосрочной перспективе оптимальным стало бы количество от 40 000 до 60 000 частных ферм с 50 га земли в среднем. В то же время в Эстонии, вероятно, будет сохраняться очень высокий уровень потребления домашних фруктов и овощей. Опрос, проведённый в 1993 году Эстонским государственным статистическим управлением, показал, что почти 80 процентов всего потребляемого эстонцами картофеля было выращено на личных подсобных хозяйствах либо получено от друзей или родственников. Тридцать процентов яиц были получены за пределами рынка, а также 71,5 % всех соков. В целом эстонцы получали более 20 процентов еды из личных подсобных хозяйств либо от друзей или родственников.

### Современность
Главной специализацией сельского хозяйства страны являются животноводство мясомолочного направления и беконное свиноводство. Под пашни занято 25% территории Эстонии. Здесь выращивают картофель и другие овощи, зерновые (ячмень, рожь, пшеница), кормовые и плодовые.
По данным эстонского земельного кадастра в декабре 2018 года было зарегистрировано 1.05 млн. га пахотных земель, 0.24 млн. га естественных пастбищ и 2.28 млн. га лесов. С 2013 по 2018 год площадь пахотных земель увеличилась более чем на 15 000 га, а площадь естественных пастбищ уменьшилась на 47 000 га. Общая площадь посевных площадей в 2018 году составила 668 938 га, что на 3 835 га больше, чем в 2017 году. В 2018 году органические сельскохозяйственные земли составляли почти 21% от всех эстонских сельскохозяйственной земель, что ставит Эстонию на второе место в Европейском союзе после Австрии, а 1948 органических хозяйств были внесены в реестр органического земледелия. Экспорт органических продуктов также значительно вырос, составив почти 30 миллионов евро. Кроме того, примерно половина всех эстонских коров и овец содержится органически.
В 2021 году в Эстонии использовалось 987 000 га сельскохозяйственных угодий, из которых 2 900 га приходилось на приусадебные участки, где в основном выращивались фрукты и овощи, картофель и картофель для собственного использования. Зерновые выращивались на площади 367 000 га. Урожайность озимых зерновых зачастую выше, чем у яровых, поэтому их доля в последние годы увеличилась и составляет почти половину всей посевной площади зерновых. Самые большие площади зерновых находились в Тартумаа и Ляэне-Вирумаа, в обоих уездах их выращивали почти на 48 000 га. В совокупности на эти два уезда приходилось четверть всех посевных площадей под зерновыми в Эстонии.
Две волны жары летом 2021 года также оказали значительное влияние на урожайность зерновых. Фермеры смогли начать уборку зерна раньше, и к середине сентября большая часть зерна была собрана, но общая урожайность была значительно ниже, чем в предыдущие два года. Окончательный урожай составил 1 286 000 тонн. В среднем с гектара было собрано 3,5 тонны зерновых, что на пятую часть меньше, чем в предыдущие два года. Средняя урожайность озимых зерновых составила 4,6 тонны, а яровых – 2,5 тонны с гектара, что меньше прошлогоднего показателя на 14% и 32% соответственно. Самый высокий урожай с гектара был получен в Йыгевамаа. Жара и малое количество осадков также сильно повлияли на бобовые и картофель. В среднем с гектара было получено 1,8 тонны полевого гороха, что на 21% меньше, а фасоли получено по 1,3 тонны с гектара, что на целых 55% меньше, чем в 2020 году. Почти 6% бобовых культур не были убраны. Общий сбор бобовых культур составил 79,2 тыс. тонн. Год также был неблагоприятным для картофеля. Посевные площади картофеля неуклонно сокращаются и в 2021 году составили 3,4 тыс. га (в том числе 8% на приусадебных участках). Около трети эстонского картофеля выращивается в Харьюмаа и Тартумаа. Урожайность картофеля составила 71 тыс. тонн что, вероятно, пока является самым низким показателем в Эстонии и составляет 54 кг на душу населения.
Однако урожайность с гектара по некоторым овощам, а также фруктам и ягодам увеличилась по сравнению с 2020 годом. Этими культурами были капуста, огурцы, лук, репа и тепличные овощи, а также яблоки, сливы и малина. В то же время площадь овощей открытого грунта за год уменьшилась на 19%, а с учетом меньшей площади выращивания общая урожайность овощей открытого грунта все равно была ниже на 16%. Общий урожай овощей открытого грунта и теплиц составил 52,4 тыс. тонн или 39 кг на душу населения. Урожайность и общий сбор плодов и ягод увеличились. В то же время из-за неблагоприятных погодных условий урожайность также значительно снизилась по некоторым плодово-ягодным культурам, в том числе по черной смородине на 46%, вишне на 29%, красной и белой смородине на 13%. Всего на душу населения произведено 3,7 тонн или 3 кг фруктов и ягод.
По предварительным данным за 2021 год, стоимость сельскохозяйственной продукции как отрасли составила 1 088 миллионов евро.
По предварительным данным за 2018 год, стоимость сельскохозяйственной продукции как отрасли составила 856 миллионов евро. Приблизительно 40% стоимости продукции приходится на общую стоимость продукции растениеводства и около 49% стоимости продукции животноводства.
По данным статистического управления Эстонии, стоимость сельскохозяйственной продукции как отрасли в 2018 году составила 859 миллионов евро, из которых 404 миллиона евро (47%) пришлось на общую стоимость продукции животноводства и 352 миллиона евро (41%) на растениеводство. Сельскохозяйственные услуги составляли оставшиеся 12% стоимости сельскохозяйственной продукции. 58% продукции животноводства составляют молочные продукты, стоимость которых за год снизилась на 6%.
В 2018 году расходы на сельскохозяйственные ресурсы, в частности на удобрения (29%), защиту растений (17%), заработную плату (12%) и энергию (0.2%), увеличились в годовом исчислении. В то же время затраты на удобрения и средства защиты растений были ниже, чем в 2017 в 2016 году. По сравнению с 2017 годом предпринимательский доход аграрного сектора снизился до трети, или до 42 миллионов евро. В прошлом году неблагоприятные погодные условия повлияли на зерновые, а также на фрукты и овощи. На урожай капусты больше всего повлияли открытые овощи, тогда как на томатный урожай накрыли овощи. С другой стороны, теплое лето оказало хорошее влияние на огурцы и клубнику, самые выращиваемые ягоды в Эстонии, урожай которых вырос на треть (+ 31%). В 2018 году в связи с неблагоприятными погодными условиями общий урожай зерна составил 920 900 тонн, что на 30% меньше, чем в 2017 году.
По данным Статистического управления Эстонии, в 2018 году в Эстонии было произведено около 807 500 тонн коровьего молока, что на 2% больше, чем в 2017 году и является одним из самых больших объемов производства молока за последние 25 лет. По предварительным данным Статистического управления Эстонии, в 2018 году поголовье крупного рогатого скота увеличилось на 2%, а количество молочных коров уменьшилось на 1%. Количество свиней осталось прежним, количество овец и коз уменьшилось на 9%, а количество сельскохозяйственных птиц - на 6%. В Эстонии имеются хорошие предпосылки для производства продукции рыболовства и аквакультуры - всего в 2018 году было выловлено 87 87 тонн рыбы.
В 2013 году на специализированных молочных фермах в Эстонии работало 9700 человек. В конце 2014 года в Эстонии насчитывалось 95 600 молочных коров, или около 0.4% от 23.6 млн. молочных коров ЕС. Десятью годами ранее, в 2004 году, в Эстонии насчитывалось 116 500 молочных коров. История показывает, что поголовье молочным коров в Эстонии постоянно сокращается с 1939 года. В то время в Эстонии было 472 000 коров, и страна была известна своим экспортом сливочного масла. В то же время, учитывая кормовую базу, Эстония имеет большой потенциал для увеличения производства продукции животноводства, включая молочное животноводство. Количество единиц скота на гектар в 2013 году в Эстонии, было одной из самых низких в ЕС (0.32/га) и более чем в два раза ниже, чем в среднем по ЕС (0.75/га). В девяти странах количество единиц скота на гектар была выше 1/га, самая высокая в Нидерландах - 3.57/га. Германия, крупнейший производитель молока в ЕС (21% производства молока в ЕС), было 1.10/га.
В 2013 году в Эстонии было 2500 молочных ферма. В 2001 году их было 17 500, что указывает на семикратное сокращение числа молочных фермах за этот период. Таким образом, производство молока в Эстонии, как и в остальном сельском хозяйстве, претерпело серьезные структурные изменения, в результате чего основное производство стало сосредоточено на более крупных фермах, а более мелкие не выдерживали конкуренции.
С 1 сентября по 15 ноября 2020 года Статистическое управление Эстонии провело сельскохозяйственную перепись, которая проводится каждые 10 лет в большинстве стран мира и во всех странах Европейского Союза. Перепись необходима для формирования и принятия решений по аграрной и экологической политике и другим сферам государственной деятельности. Согласно данным сельскохозяйственной переписи, в Эстонии насчитывается 11 400 сельскохозяйственных угодий, что на 3800 меньше, чем 10 лет назад. Наибольшее количество аграрных хозяйств находится в Пярнуском уезде, за ним следуют Выруский, Тартуский и Харьюский уезды. Хотя количество домашних хозяйств с годами уменьшилось, производство в сельском хозяйстве существенно не уменьшилось, поскольку оно все больше концентрируется на крупных предприятиях. 84% сельскохозяйственного производства Эстонии обеспечивают 1300 крупнейших производителей сельскохозяйственной продукции, которые используют более двух третей используемых сельскохозяйственных площадей и выполняют более половины сельскохозяйственных работ. По словам Эве Валдвее, руководителя проекта сельскохозяйственной переписи и ведущего аналитика Статистического управления Эстонии: «Укрупнение производств имеет место не только в Эстонии, но и характерно для всего сельского хозяйства Европейского Союза. Несмотря на исчезновение многих мелких домашних хозяйств, их все еще много в Эстонии. Ориентировочная стоимость годовой продукции более чем половины эстонских аграрных хозяйств составляет менее 8000 евро».
Треть всех эстонских аграрных хозяйств действует как юридическое лицо, и за десять лет их количество увеличилось более чем вдвое. Эстонское сельское хозяйство также характеризуется большой долей арендованной земли - большая часть используемых сельскохозяйственных земель - это арендованная земля или другие земельные владения, домохозяйствам принадлежит менее трети земли. Как и в других европейских странах, руководители агрохолдингов Эстонии довольно пожилые люди. Почти половина из них старше 55 лет, а четверть - от 65 лет и старше. Домохозяйства часто небольшие, поэтому три четверти менеджеров работают неполный рабочий день. Всего в домашних хозяйствах на постоянной основе работают почти 30 000 человек. В течение года сельскохозяйственные работы выполняются в общей сложности более 16 700 человеко-лет, включая работу временных рабочих и сельскохозяйственных работ по контракту вне домохозяйства.
По предварительным данным Статистического управления Эстонии, в 2018 году поголовье крупного рогатого скота увеличилось на 2%, а количество молочных коров уменьшилось на 1%. Количество свиней осталось прежним, количество овец и коз уменьшилось на 9%, а количество сельскохозяйственных птиц - на 6%. В Эстонии имеются хорошие предпосылки для производства продукции рыболовства и аквакультуры - всего в 2018 году было выловлено 87 87 тонн рыбы.
В 2018 году экспорт сельскохозяйственной продукции и продуктов питания, произведенных или обработанных в Эстонии, достиг 869.3 миллиона евро. Наибольший вклад в экспорт внесли молочный сектор (21%), зерновой сектор (12%) и рыбный сектор (10%). В 2019 году экспорт сельскохозяйственной продукции и продуктов питания, произведенных или обработанных в Эстонии, достиг рекордных 997.6 миллиона евро.
К 2020 году посевная площадь составляла 985 456 га. Урожайность зерновых в 2020 году составила 1 632 786 тонн, что является абсолютным рекордом для Эстонии на сегодняшний день. По сравнению с предыдущими годами увеличились как площадь выращивания, так и урожайность. Из урожая зерновых 840 519 тонн составила пшеница, 561 115 тонн ячмень и 117 954 тонн овёс. В 2020 году площадь под зерновые культуры составляла 370 120 га земли. Озимые зерновые выращивались на 167 000 га, средняя урожайность с гектара составила 5,3 тонны. Летние зерновые выращивались на 203 000 га, средняя урожайность с гектара составила 3,7 тонны. В 2020 году посевные площади под бобовые составили 49 535 га, что на 15% больше, чем в 2019 году. Из бобовых больше всего выращивался полевой горох. В среднем с гектара было получено 2,4 тонны зернобобовых культур. Площадь посевов рапса сократилась на 2% по сравнению с 2019 годом до 70 926 га, под озимым рапсом было 57 312 га, под летним рапсом - 13 614 га. В среднем с гектара было собрано 2,9 тонны рапса. По состоянию на 2020 год средняя урожайность зерновых с гектара составляет 4412 кг.
К 2022 году посевная площадь составляла 986 206 га. Урожайность зерновых в 2022 году составила 1 528 554 тонн. Из урожая зерновых 854 119 тонн составила пшеница, 488 815 тонн ячмень, 100 429 тонн овёс и 51 260 тонн рожь. В 2022 году площадь под зерновые культуры составляла 361 823 га земли. В 2022 году посевные площади под бобовые составили 48 833 га. Из бобовых больше всего выращивался полевой горох. В среднем с гектара было получено 2525 кг зернобобовых культур.
По данным Департамента статистики Эстонии, в 2022 году урожай зерна составил 1 528 554 тонн, а общий урожай картофеля – 77 972 тонн, что соответственно на 19% и почти на 10% больше, чем в 2021 году. В 2022 году бобовые установили рекорд урожая. В 2022 году зерновые в Эстонии выращивались на площади 362 000 га. Пшеницу выращивали на половине посевной площади, ячмень на трети и овес на 10%. Около 60% посевных площадей зерновых было занято озимыми зерновыми. Самой популярной озимой культурой является озимая пшеница, которую выращивали на 153 000 га. Яровой ячмень, самый популярный из яровых злаков, выращивался на 81 000 га. Несмотря на то, что посевная площадь зерновых за год сократилась на 1%, итоговый урожай зерна составил 1 528 554 тонн, что на 19% больше, чем в предыдущем году. Урожай зерновых составил 854 119 тонн пшеницы, 488 815 тонн ячменя и 100 429 овса. В 2022 году по Эстонии средняя урожайность зерновых с гектара составила 4225 кг. Традиционно урожайность озимых зерновых выше, чем яровых – озимых было в среднем 4937 кг с гектара, а яровых – 3545 кг с гектара. По уездам средняя урожайность колебалась от 2632 кг с гектара на Хийумаа и 3564 кг с гектара в Вырумаа и 3662 кг с гектара в Ляэнемаа до 4895 кг с гектара в Йыгевамаа.
Если в 2012 году больше выращивали ярового и масличного рапса, то в 2022 году ситуация изменилась. В 2022 году площадь посевов рапса и масличного рапса составила в общей сложности 86 000 га, из которых 90% занято озимым рапсом. Общий сбор рапса составил 219 000 тонн. В среднем с гектара было получено 2,5 тонны. Уезд с самой большой площадью выращивания рапса – Ляэне-Вирумаа. В 2022 году посевная площадь бобовых культур составила 49 000 га, три четверти из которых — горох посевной. Общий урожай бобовых культур составил рекордные 123 тысячи тонн, что на 55% больше, чем в 2021 году. Средняя урожайность как полевого гороха, так и полевой фасоли составила 2,5 тонны с гектара. Площадь возделывания картофеля в 2022 году не изменилась – его выращивали на 3400 га, из них 8% на приусадебных участках. В среднем с гектара было получено 23 тонны картофеля, таким образом, общая урожайность составила 77 972 тонн. В расчете на одного жителя это 59 килограммов. Тартуский, Вильяндиский, Выруский и Харьюский уезды были крупнейшими производителями картофеля без конкуренции. Размер площади овощеводства открытого грунта в 2022 году составил 1700 га. Если на приусадебных участках выращивается только 13% овощей открытого грунта, то 78% овощей выращивается в теплицах. Общий сбор овощей составил 44 000 тонн, из них 39 600 тонн овощей открытого грунта. В расчете на одного жителя это составляет 33 кг овощей.

## Органическое сельское хозяйство
В Эстонии использование сельскохозяйственных земель характеризуется высокой долей внедрения органического сельского хозяйства. В 2018 году в Эстонии на 207 000 га сельскохозяйственных земель было внедрено органическое сельское хозяйство, или 21% от общей площади сельскохозяйственных земель. Из них 83%, или 172 000 га сельскохозяйственных земель, уже полностью органические. Что ставит по данному показателю Эстонию на второе место в Европейском союзе после Австрии. По сравнению с 2017 годом сельскохозяйственные земли внедрившие органическое сельское хозяйство увеличились на 10 086 га или 5%. В 2018 году средняя органическая ферма имела около 108 га органических земель. Выруский уезд был первым по количеству органических ферм, а Пярнуский уезд по органическим районам. Доля органических земель была самой высокой в Хийумаа, где она составляла почти половину всей сельскохозяйственной земли. 1948 органических хозяйств были внесены в реестр органического земледелия. Экспорт органических продуктов также значительно вырос, составив почти 30 миллионов евро. Кроме того, примерно половина всех эстонских коров и овец содержится органически.

## Молочное животноводство
Поголовье молочных коров в Эстонии с 1994 по 2022 год (тыс.)
Средний надой на одну корову в Эстонии с 1994 по 2022 год (кг)
По данным Статистического управления Эстонии, в 2021 году в Эстонии было произведено около 839 389 тонн коровьего молока, что на 1% меньше, чем в 2020 году и является одним из самых больших объемов производства молока за последние 25 лет. К концу года количество молочных коров уменьшилось, но среднегодовое производство молока на одну корову увеличилось. Хотя количество эстонских молочных коров постоянно сокращается, их надойность поднялась на первое место среди всех стран Европы. Постоянно растущее производство молока в основном расходуется на производство и экспорт продуктов и, в меньшей степени, на потребление домашних хозяйств.
После восстановления независимости Эстонии производство молока в Эстонии сократилось почти в два раза с 1.2 млн. тонн. В период с 2013 по 2019 год производство молока в Эстонии было близко к 800 000 тонн в год. Количество молочных коров более чем в три раза меньше, чем до восстановления независимости Эстонии, но и в то же время надойность неуклонно растет, с одной молочной коровы в 2021 году уже производится 9970 кг молока. По состоянию на 31 декабря 2021 года в Эстонии насчитывалось 250 700 голов крупного рогатого скота, в том числе 83 600 молочных коров. По сравнению с аналогичным периодом 2020 года поголовье крупного рогатого скота уменьшилось на 1,03%, а количество молочных коров уменьшилось на 0,83%. Хотя количество молочных коров уменьшилось, средний надой на одну корову продолжает расти. В 2021 году средний надой на одну корову составлял 9970 килограммов, что на 27 килограммов больше, чем в 2020 году.
Средняя закупочная цена молока в 2021 году составила 316 евро за тонну, что является самым высоким показателем за четыре года. Если в начале 2021 года цена на молоко была ниже 300 евро за тонну, то со второй половины года цена начала расти и к декабрю достигла 358 евро за тонну, последний раз цена была выше только в 2014 году. Производство молока составляет около четверти стоимости сельскохозяйственной продукции Эстонии и, таким образом, оказывает значительное влияние на экономическое положение эстонских фермеров. В то время как закупочная цена молока неуклонно растет с 2016 года, закупочная цена долгое время оставалась низкой. В мае 2020 года она даже упала ниже 300 евро за тонну и оставалась такой до февраля 2021 года. С тех пор цена начала расти с небольшими колебаниями и с июля 2021 года имеет четкую восходящую тенденцию.
Закупочная цена эстонского молока следует за тенденцией стран ЕС и во многом зависит от ситуации на внешнем рынке и внешнего спроса. Ведь значительная часть эстонского молока и молочных продуктов идет на экспорт. Средняя закупочная цена молока в 2021 году обычно была на 12-15% ниже, чем в среднем по ЕС. Если в декабре 2021 года средняя цена молока в Эстонии составляла 358 евро за тонну, то в среднем по ЕС – 413 евро за тонну. Еще в январе 2020 года Эстония выделялась очень низкой закупочной ценой, которая была ниже только в Латвии. Средняя цена в декабре 2021 уже была выше, чем в Португалии, Венгрии, Хорватии, Словении, Испании и Словакии, но все же на 13% ниже, чем в среднем по ЕС. В Латвии и Литве закупочная цена молока уже была значительно выше, чем в Эстонии, т.е. 397 евро и 428 евро за тонну соответственно в декабре. В 2021 году у фермеров Эстонии было закуплено в общей сложности 799 000 тонн молока, за что фермерам было выплачено почти 253 миллиона евро. 80% закупленного молока было элитным и 15% молока высшего качества. По предварительным данным, из покупного молока переработчики произвели более 230 000 тонн различной молочной продукции, в том числе 107 000 тонн питьевого молока, 47 000 тонн сыра и творога и 41 000 тонн кисломолочных продуктов.
В 2018 году 94% всего произведенного молока направлялось непосредственно на переработку и экспортировалось через посредников. Около 30 компаний покупают молоко в Эстонии в большем или меньшем масштабе. Тринадцать из них покупают более 1000 тонн молока каждый месяц. Экспортерами являются как покупатели, так и крупнейшие производители молока. В целом около четверти, или почти 200 000 тонн сырого молока и сливок, экспортируется оптом в другие страны. Молоко, приобретенное у переработчиков, используется для производства разнообразных молочных продуктов, как для внутреннего потребления, так и для экспорта. Помимо молока, произведенного в Эстонии, для производства молочных продуктов используются небольшие количества молока и сливок, импортируемых в больших упаковках. Сыр и творог были наиболее потребляемыми, почти треть молока.
В дополнение к переработчикам молока, в домашних хозяйствах, производящих молочные продукты, также производится небольшое количество молочных продуктов. Около 60% молока, оставленного в домашних хозяйствах, потреблялось животными, 20% или 9500 тонн было продано непосредственно потребителям, 6% использовалось в качестве продовольствия и 3% использовалось в качестве сырья для продуктов. Это означает, что в 2018 году домашние хозяйства произвели в основном 186 тонн творога, 65 тонн сыра и 47 тонн йогурта из собственного молока. Чуть менее 1% производства молока в Эстонии - это естественная потеря. Помимо коровьего молока в 2018 году Эстония произвела 677 тонн козьего молока, которое в основном использовалось для внутреннего потребления. Чуть более 200 тонн было использовано для производства козьего молока в домашних хозяйствах. Большая часть козьего молока использовалась для приготовления сыра.
В то время как производство молока в Эстонии составляет всего 0.5% от общего производства в ЕС, в 2014 году Эстония произвела 612 кг молока на душу населения, что в два раза больше, чем в среднем по ЕС, Эстония по этому показателю на четвертом месте в Европе после Ирландии, Дании и Нидерландов. В 2019 году Эстония произвела 618 кг молока на душу населения. В 2020 году Эстония произвела 638 кг молока на душу населения.
По данным Статистического управления Эстонии, в 2022 году в Эстонии было произведено около 851 473 тонн коровьего молока, что на 1,44% больше, чем в 2021 году и является одним из самых больших объемов производства молока за последние 25 лет. По состоянию на 31 декабря 2022 года в Эстонии насчитывалось 249 900 голов крупного рогатого скота, в том числе 83 900 молочных коров. Количество молочных коров более чем в три раза меньше, чем до восстановления независимости Эстонии, но и в то же время надойность неуклонно растет, с одной молочной коровы в 2022 году уже производится 10183 кг молока, что на 217 килограммов больше, чем в 2021 году.
Средняя закупочная цена молока в 2022 году составила 463,49 евро за тонну, что на 47% выше, чем в 2021 году, и выше, чем когда-либо прежде. Производство молока составляет около четверти стоимости сельскохозяйственной продукции Эстонии и, таким образом, существенно влияет на экономическое положение эстонских сельскохозяйственных производителей. В 2020 году закупочная цена упала ниже 300 евро за тонну, с середины 2021 года она постоянно растет и к декабрю 2022 года достигла уровня 544,15 евро за тонну. Закупочная цена эстонского молока в течение многих лет следовала тенденции стран Европейского Союза и во многом зависела от ситуации на внешнем рынке и спроса зарубежных стран, так как значительная часть эстонского молока и молочных продуктов экспортируется. Если в декабре 2021 года средняя закупочная цена молока в Эстонии оставалась на 13% ниже, чем в среднем по ЕС, то по сравнению с прогнозом на тот же период в 2022 году средняя цена в Эстонии всего на 6% ниже, чем в среднем по ЕС. Средняя закупочная цена молока в странах ЕС в декабре 2022 года оценивается в 578,1 евро за тонну. По предварительным данным на 2022 год, из всего закупленного молока переработчики произвели 234 тысячи тонн различной молочной продукции, в том числе 109 тысяч тонн питьевого молока, 48,5 тысячи тонн сыра и творога, 38 тысяч тонн кисломолочной продукции и 4,5 тысячи тонн маслопродуктов.

## Лесное хозяйство
Эстония имеет 1,8 миллиона гектаров леса и около 274 млн кубометров древесины. На лесное хозяйство приходилось около 9 процентов промышленного производства в 1992 году.

## Рыбная ловля
Рыбная промышленность Эстонии также имеет большой потенциал. В начале 1990-х насчитывалось 230 рыболовецких судов, в том числе девяносто океанских. Значительная доля экспорта пищевой промышленности Эстонии приходилась на рыбу и рыбные продукты. В 1992 году было поймано около 131 000 тонн живой рыбы.

## Зерновые
Урожайность зерновых в 2020 году составила 1 632 786 тонн, что является абсолютным рекордом для Эстонии на сегодняшний день. По сравнению с предыдущими годами увеличились как площадь выращивания, так и урожайность. Из урожая зерновых 840 519 тонн составила пшеница, 561 115 тонн ячмень и 117 954 тонн овёс. В 2020 году площадь под зерновые культуры составляла 370 120 га земли. Озимые зерновые выращивались на 167 000 га, средняя урожайность с гектара составила 5,3 тонны. Летние зерновые выращивались на 203 000 га, средняя урожайность с гектара составила 3,7 тонны. По состоянию на 2020 год средняя урожайность зерновых с гектара составляет 4412 кг.